# Villanueva de las Peras
Villanueva de las Peras es un municipio español perteneciente a la comarca de Benavente y Los Valles, en la provincia de Zamora y la comunidad autónoma de Castilla y León.

## Geografía
Se encuentra situado en la comarca de Benavente y Los Valles, a 62 km de Zamora y a 33 km de Benavente. Pertenece al valle de Valverde, estando situada a orillas del río Castrón. Por este municipio cruza el denominado Camino Sanabrés de la Vía de la Plata.

#### Como llegar
Se puede llegar por dos carreteras, ZA-120 y ZA-P-1509.

## Historia
En la Edad Media, el territorio en el que se asienta la localidad quedó integrado en el Reino de León, cuyos monarcas habrían emprendido la fundación del pueblo.
Posteriormente, en la Edad Moderna, Villanueva de las Peras fue una de las localidades que se integraron en la provincia de las Tierras del Conde de Benavente y dentro de esta en la Merindad de Valverde y la receptoría de Benavente. No obstante, al reestructurarse las provincias y crearse las actuales en 1833, la localidad pasó a formar parte de la provincia de Zamora, dentro de la Región Leonesa, quedando integrada en 1834 en el partido judicial de Alcañices, pasando posteriormente al Partido Judicial de Benavente.
En julio de 2022 el municipio fue afectado por el incendio de la Sierra de la Culebra. No causó daños personales ni en las viviendas pero si en los exteriores del pueblo. Las autoridades desalojaron todo el pueblo, pero algunas personas se quedaron y ayudaron a extinguir el fuego.
En diciembre de 2023 cerró el restaurante La Moña, por lo que solo queda el bar La Plaza y el albergue La Alameda.

## Geografía humana

### Demografía
Cuenta con una población de 89 habitantes (INE 2024).
| Gráfica de evolución demográfica de Villanueva de las Peras entre 1842 y 2021                                         |
| |
| Población de derecho según los censos de población del INE. Población de hecho según los censos de población del INE. |

| 253           | 206 | 176 | 167 | 147 | 136 | 131 | 127 | 119 | 116 | 99 | 96 | 83 | 79 | 86 |
| (Fuente: INE) |     |     |     |     |     |     |     |     |     |    |    |    |    |    |

## Patrimonio
De su caserío destaca sobremanera su monumental iglesia La Asunción. En especial su espadaña y el gran arco que sujeta las escaleras de acceso al campanario. La portada está formada por un arco de medio punto con dovelas lisas. En su interior existe un retablo neoclásico, con detalles ornamentales de interés y una imagen de la Asunción rodeada de angelitos. Los retablos laterales son barrocos.

## Fiestas
Las más populares son la Novena en el mes de mayo, San Lorenzo el 10 de agosto y La Asunción el 15 de agosto.

## Galería de imágenes

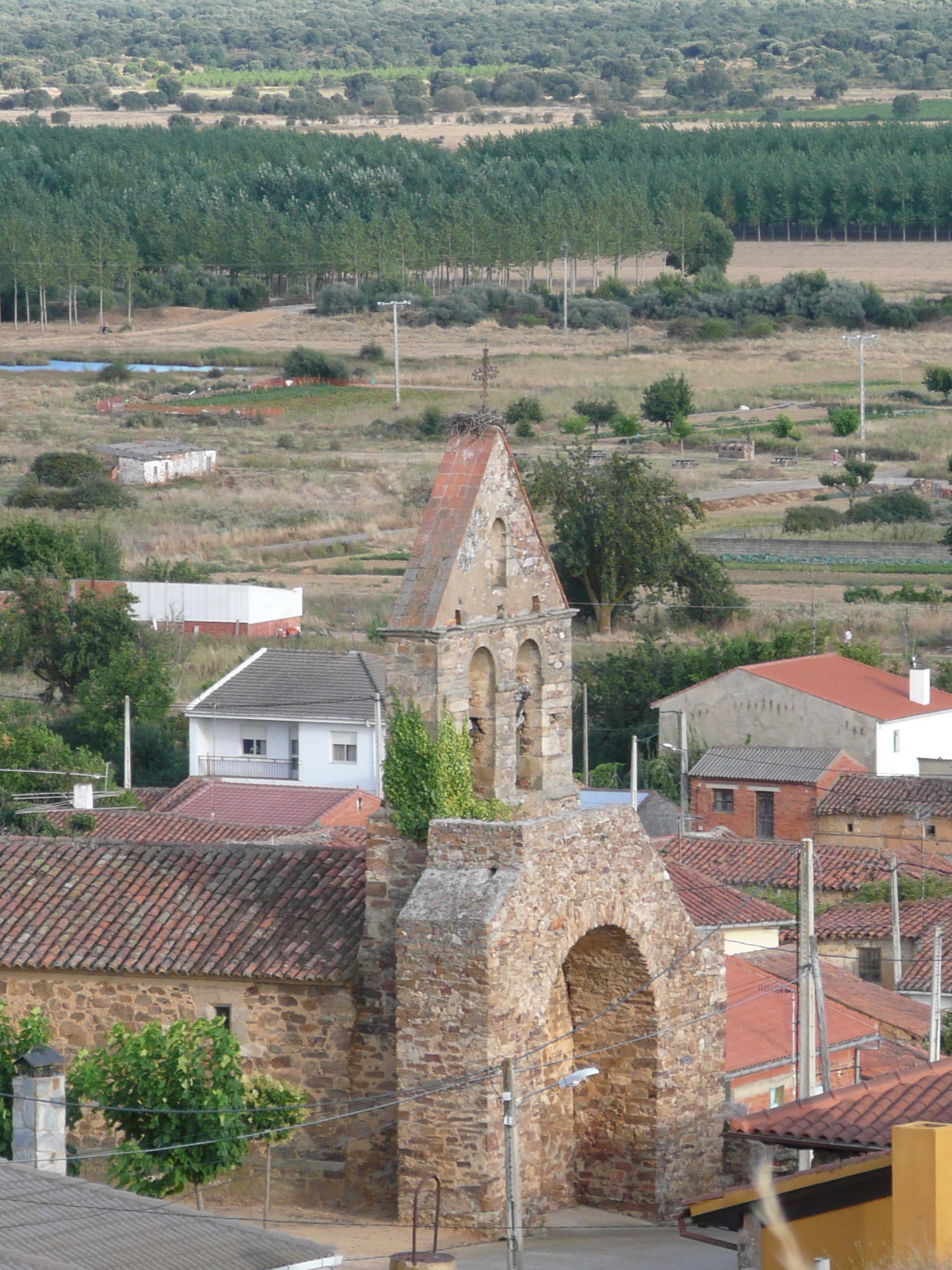
Iglesia de Villanueva
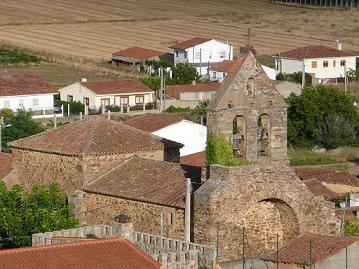
Iglesia de Villanueva
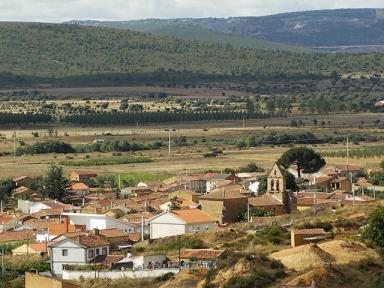
vista de Villanueva desde el depósito de riego
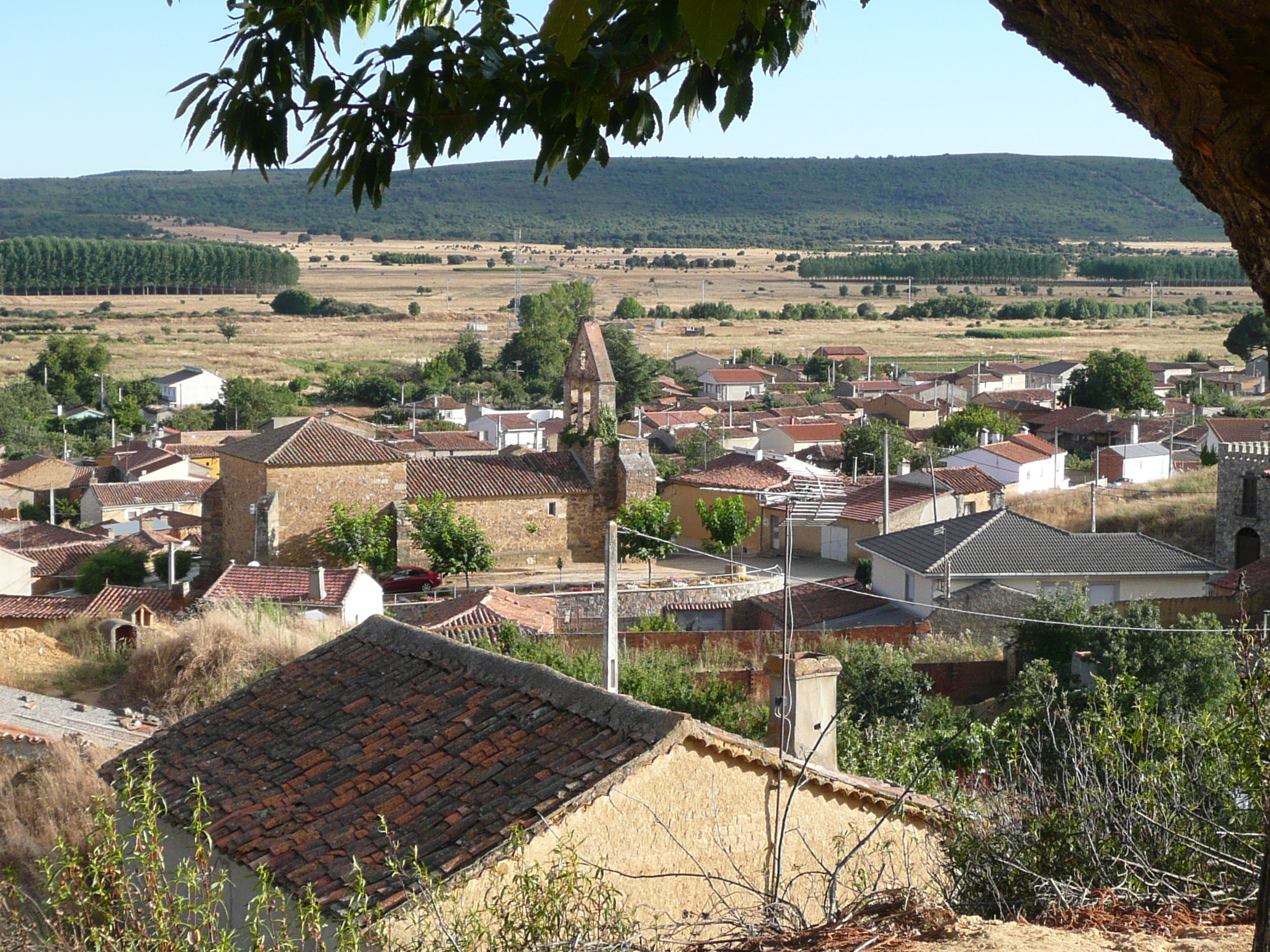
Perspectiva de Villanueva